# Trnbusi
Trnbusi falu Horvátországban Split-Dalmácia megyében. Közigazgatásilag Omišhoz tartozik.

## Fekvése
Splittől légvonalban 27, közúton 44 km-re keletre, községközpontjától légvonalban 9, közúton 27 km-re északkeletre, Gornja Poljicán, a Poljica területén, a Cetina déli partja és a Mosor-hegység között fekszik. Itt halad át az A1-es autópálya.

## Története
Területe a középkorban része volt a 13. században alapított, úgynevezett Poljicai Köztársaságnak, mely tulajdonképpen egy jelentős autonómiával rendelkező kenézség volt. Poljica kezdetben a horvát-magyar királyok, majd 1444-től a Velencei Köztársaság uralma alá tartozott. Velence nagyfokú autonómiát biztosított a poljicai települések számára. Jogi berendezkedését az 1490-ben kibocsátott Poljicai Statutum határozta meg, mely egyúttal rögzítette határait is. Területe már nagyon korán, 1495 előtt török uralom alá került és csak 1715-ben a velencei-török háború során szabadult fel a török uralom alól. Ezután ismét velencei fennhatóság alá tartozott, de autonómiájának valamely szintjét végig megőrizte. Poljica önállóságát 1807-ben a bevonuló napóleoni francia csapatok szüntették meg. Napóleon lipcsei veresége után 1813-ban a Habsburgoké lett.
A település maga a középkorban a gornji dolaci kantonhoz, egyházilag pedig a gornja poljicai települések közös plébániájához tartozott. 1625-ben Szent Lukács templomával a tizenöt poljicai plébánia egyikeként tűnik fel, papja is volt Stjepan Tomasović személyében. Ekkor 130 lelket számláltak a településen. 1857-ben 303, 1910-ben 494 lakosa volt. 1918-ban az új szerb-horvát-szlovén állam, majd később Jugoszlávia része lett. Plébániaházát a második világháború idején 1942. október 2-án felgyújtották az olasz parancsnokság alatt álló knini csetnik csapatok. Ezután több évig elhagyatott volt. A háború után a szocialista Jugoszláviához került. 1991 óta a független Horvátországhoz tartozik. Az 1970-es évek óta lakossága a fiatalok elvándorlása miatt folyamatosan csökkent. 2011-ben a településnek 162 lakosa volt.

## Lakosság
| Lakosság változása | Lakosság változása | Lakosság változása | Lakosság változása | Lakosság változása | Lakosság változása | Lakosság változása | Lakosság változása | Lakosság változása | Lakosság változása | Lakosság változása | Lakosság változása | Lakosság változása | Lakosság változása | Lakosság változása | Lakosság változása |
| ------------------ | ------------------ | ------------------ | ------------------ | ------------------ | ------------------ | ------------------ | ------------------ | ------------------ | ------------------ | ------------------ | ------------------ | ------------------ | ------------------ | ------------------ | ------------------ |
| 1857               | 1869               | 1880               | 1890               | 1900               | 1910               | 1921               | 1931               | 1948               | 1953               | 1961               | 1971               | 1981               | 1991               | 2001               | 2011               |
| 303                | 367                | 378                | 437                | 488                | 494                | 426                | 449                | 487                | 461                | 406                | 406                | 330                | 277                | 189                | 162                |

(1857-ben és 1890-ben Trambusi néven.)

## Nevezetességei
- Szent Lukács evangélista tiszteletére szentelt római katolikus plébániatemploma 1907 és 1912 között épült szépen faragott kövekből. A település központjában közvetlenül az út mellett áll. Bejárata felett a homlokzaton kereszt alakú ablak, felette pedig pengefalú harangtorony áll a tetején kőkereszttel. A harangtoronyban két harang található. A hajó hosszúsága 13, szélessége 7,70 méter, a félköríves apszisa 4 méter hosszú és 5 méter széles. A templomnak kezdetben három oltára volt, 1980-as években azonban megújították és a két mellékoltárt megszüntették. Szent Lukács és a Rózsafüzér királynője szobrai díszítik. A templomot körítőfal övezi.
- A régi Szent Lukács plébániatemplomot[4] a település nyugati részén, a temetőben találjuk. Miután az új plébániatemplom felépült temetőkápolnává alakították át. A szakemberek szerint a 16. században építették. Helyén feltehetően már korábban is szakrális építmény volt. 1625-ben már plébániatemplomként említik, majd a török alóli felszabadulás után is többször szerepel a spliti érsekek által végzett egyházi vizitációk irataiban. 1762-ben a vizitáció során Grgo Lekšić plébános arra kérte Dinarić érseket, hogy rendelje el a templom és környezetének rendezését. Ekkor építették az épületet övező kőfalat az állatok bemenetelének megakadályozására. Egyszerű kőépület, bejárata felett kis körablakkal, homlokzata felett kis harangtoronnyal, melyben egy harang található.